# 汪倫
汪倫（？—？），又名鳳林，唐朝官员，為诗人李白遊涇縣桃花潭時结交的朋友。

## 生平
唐開元年間任涇縣令。卸任後，居涇縣桃花潭畔。天寶元年（742年）至寶應元年（762年），李白曾多次來安徽當塗、宣城、涇縣、秋浦、南陵等地，並遊歷涇縣桃花潭，汪伦以美酒待之。李白为其写《赠汪伦》一诗，道：「桃花潭水深千尺，不及汪倫送我情」。